# Đại gia
Đại gia (tiếng Trung: 大家) hay người giàu (còn gọi là phú bà đối với nữ) là thuật ngữ được báo chí và truyền thông sử dụng để chỉ đến những cá nhân sở hữu khối tài sản có thể đầu tư (tính cả cổ phiếu và trái phiếu) vượt lên trên một hạn mức đã cho. Cụ thể, những người này được miếu tả là đã và đang nắm giữ tài sản tài chính (không tính đến cơ ngơi của họ) với giá trị đạt trên 1 triệu USD.
Nguồn gốc chữ "đại gia" là do chữ 大家, chứ không phải do chữ 大爺. Bởi vì chữ "gia" - 家 rất phổ biến và chỉ cả 2 giới tính, còn "đại gia" - 大家 cũng rất phổ biến ở VN và được mở rộng nghĩa thành "nhà/người giàu có, sở hữu khối tài sản lớn" (xem học giả An Chi nói gián tiếp trong link này). Còn chữ "da" - 爺 (chỉ dùng cho đàn ông) và "đại da" - 大爺 không phổ biến, nó có nghĩa là *ông lớn/ bác ruột" và không được ghi trong các từ điển tiếng Việt, chỉ có số it từ điển Hán Việt có ghi.
Báo cáo Tài sản Thế giới năm 2020 của hãng Capgemini có bổ sung định nghĩa về tầng lớp siêu giàu (tiếng Anh: ultra-high-net-worth individual, viết tắt: UHNWI) hay cự phú, tức những cá nhân nắm giữ tổng tài sản có thể đầu tư đạt mức 30 triệu USD theo tỷ giá đồng dollar năm 2018. Các nguồn khác như Credit Suisse định nghĩa siêu giàu là những người trưởng thành có khối tài sản ở trên mức 50 triệu đô.